# Epidendrum alejandrinae
Epidendrum alejandrinae — вид рослин із родини зозулинцевих (Orchidaceae).

## Етимологія
Видовим епітетом вшановано пані Алеандріну Мельгар Сотомайор (ісп. Alejandrina Melgar Sotomayor, 1957–2020), матір першого автора, родом з регіону Уанкавеліка, яка за життя мала велику пристрасть до рослин і їхніх квітів.

## Біоморфологічна характеристика
Epidendrum alejandrinae Подібний до Epidendrum ochoae, але квітки однотонно зелені (vs. квітки жовто-зелені, з нерівномірними пурпурними крапками), чашолистки завдовжки 8.7–9.0 мм (vs. 6.5 мм), губа з подовженими калусами, товста (vs. еліпсоїдна, стиснута збоку), паралельна (дещо розбіжна), відносно невелика, 1,7 × 0.7 мм (vs. опукла). Цвітіння зафіксовано у серпні.

## Середовище проживання
Росте у високогірному (3900 м) напіввологому лісі Анд регіону Уанкавеліка, центрального Перу